# Бесєдіна Світлана Никифорівна
Світлана Никифорівна Бесєдіна (нар. 1955) — українська радянська діячка, новатор виробництва, випробовувач Запорізького заводу апаратури зв'язку. Депутат Верховної Ради УРСР 10-го скликання.

## Біографія
Освіта середня. Член ВЛКСМ.
З 1972 року — випробовувач Запорізького заводу апаратури зв'язку Запорізької області.